# Benzingen (Endersbach)
Benzingen ist ein abgegangener mittelalterlicher Hof oder Weiler, der auf der Gemarkung von Weinstadt-Endersbach im baden-württembergischen Rems-Murr-Kreis lag. Die genaue Lage der Wüstung ist nicht bekannt. Ebenso ist über die Geschichte Benzingens so gut wie nichts mehr bekannt.

## Lage
Die Wüstung befand sich zwischen Endersbach und Rommelshausen an der Landstraße L 1198. Die Flurnamen lauten Benzinger, Vorderer und Hinterer Benzinger.

## Geschichte
In den Heimatbüchern von Beutelsbach und Großheppach wird die Vermutung geäußert, dass es sich bei dem Flurnamen Benzinger um ein Relikt eines mittelalterlichen Hofs handeln könnte. Etwas weiter östlich der Flur Benzinger (Neubaugebiet Halde III) wurden Ende 1988 18 alemannische Gräber entdeckt. Eugen Bellon vermutet einen fränkischen Herrenhof aus der Merowingerzeit in dem Gebiet Benzinger und führt weitere Flurnamen und Besonderheiten wie eine Wegspinne auf, die eine abgegangene Siedlung wahrscheinlich machen. In den erhaltenen Urkunden finden sich jedoch keine Hinweise. Als Familienname kommt Benzinger im benachbarten Winterbach vor.